# Bodil Wamberg
Bodil Wamberg (født 6. oktober 1929 på Frederiksberg, død 10. maj 2021) var en dansk universitetslektor og forfatter.
Wamberg blev student fra Christianshavns Gymnasium i 1948 og blev cand.mag. i dansk og engelsk fra Københavns Universitet i 1958. Efterfølgende kom hun til Birkerød Statsskole (1960-1961), men blev i 1968 amanuensis ved Danmarks Lærerhøjskole. Fra 1972 til 1991 var hun lektor samme sted.
Parallelt med sit virke som underviser var hun forfatter og har en sammensat bibliografi, der blandet omfatter elementer af litteraturkritik, fiktion og biografier. Hun begyndte med at et bidrag til antologien Panduros verden fra 1977, men kastede sig senere over Agnes Henningsens og Johanne Luise Heibergs forfatterskaber. Senere skrev hun biografier om Sophie Ørsted, Grevinde Danner og Mathilde Fibiger. Den røde tråd var kærlighed, dens veje og vildveje og markante kvindeskæbner. Dog blev det også til værker om H.C. Andersen og Christian 4..
Hun producerede desuden flere radiospil og dramatiseringer.
For sit virke modtog hun flere anerkendelser gennem årene, heriblandt Georg Brandes-Prisen 1987, G.E.C. Gads Fonds Hæderspris 1987, Tagea Brandts Rejselegat 1991 og Dansk Litteraturpris for Kvinder 1991.
Bodil Wamberg var gift med forfatter Niels Birger Wamberg (1930-2020). Parret fik børnene Jacob Wamberg og Thulla Christina Wamberg.
Hun er sammen med sin mand stedt til hvile på Frederiksberg Ældre Kirkegård.